# Campionatul Mondial de Atletism din 2022 - Aruncarea discului (masculin)
Proba masculină de aruncarea discului de la Campionatul Mondial de Atletism din 2022 a avut loc în perioada 17-19 iulie 2022 pe Hayward Field din Eugene, SUA.

## Standardul de calificare
Standardul de calificare a fost de 66,0 m.

## Program
Ora este ora SUA (UTC-7) 
| Data     | Oră   | Etapă      |
| -------- | ----- | ---------- |
| 17 iulie | 17:05 | Calificări |
| 19 iulie | 18:33 | Finala     |

## Rezultate

### Calificări
În finală s-au calificat toți sportivii care au aruncat discul la distanța de 66,0m (C) sau cele mai bune 12 performanțe (c).
| Loc | Grupă | Nume                | Țară                       | Rundă | Rundă | Rundă | Cea mai bună performanță | Note  |
| Loc | Grupă | Nume                | Țară                       | 1     | 2     | 3     | Cea mai bună performanță | Note  |
| --- | ----- | ------------------- | -------------------------- | ----- | ----- | ----- | ------------------------ | ----- |
| 1   | A     | Mykolas Alekna      | Lituania                   | 65,78 | 68,91 |       | 68,91                    | C     |
| 2   | A     | Kristjan Čeh        | Slovenia                   | 68,23 |       |       | 68,23                    | C     |
| 3   | A     | Simon Pettersson    | Suedia                     | 63,71 | 68,11 |       | 68,11                    | C, SB |
| 4   | A     | Matthew Denny       | Australia                  | 64,89 | 66,98 |       | 66,98                    | C     |
| 5   | B     | Andrius Gudžius     | Lituania                   | 64,21 | 66,60 |       | 66,60                    | C     |
| 6   | B     | Lukas Weißhaidinger | Austria                    | 66,51 |       |       | 66,51                    | C     |
| 7   | B     | Daniel Ståhl        | Suedia                     | x     | 65,95 | x     | 65,95                    | c     |
| 8   | A     | Sam Mattis          | Statele Unite ale Americii | 61,87 | 65,59 | 62,30 | 65,59                    | c     |
| 9   | A     | Alin Firfirică      | România                    | 59,48 | 64,14 | 65,54 | 65,54                    | c, SB |
| 10  | B     | Fedrick Dacres      | Jamaica                    | 58,87 | 63,36 | 64,49 | 64,49                    | c     |
| 11  | A     | Traves Smikle       | Jamaica                    | 64,21 | 63,16 | x     | 64,21                    | c     |
| 12  | A     | Alex Rose           | Samoa                      | 63,11 | 64,14 | 63,97 | 64,14                    | c     |
| 13  | A     | Lawrence Okoye      | Marea Britanie             | 63,57 | x     | 59,89 | 63,57                    |       |
| 14  | B     | Nicholas Percy      | Marea Britanie             | 58,30 | 62,90 | 63,20 | 63,20                    |       |
| 15  | A     | Marek Bárta         | Cehia                      | 62,90 | 61,58 | 56,68 | 62,90                    |       |
| 16  | A     | Apostolos Parellis  | Cipru                      | 62,46 | 61,32 | 61,27 | 62,46                    |       |
| 17  | B     | Martin Wierig       | Germania                   | 60,52 | 60,86 | 62,28 | 62,28                    |       |
| 18  | B     | Andrew Evans        | Statele Unite ale Americii | 59,31 | 62,20 | 62,18 | 62,20                    |       |
| 19  | B     | Henrik Janssen      | Germania                   | 61,85 | 60,30 | 60,36 | 61,85                    |       |
| 20  | B     | Claudio Romero      | Chile                      | 61,69 | x     | x     | 61,69                    |       |
| 21  | B     | Philip Milanov      | Belgia                     | x     | 61,22 | 61,47 | 61,47                    |       |
| 22  | B     | Mario Díaz          | Cuba                       | 57,72 | 58,35 | 60,83 | 60,83                    |       |
| 23  | B     | Martin Marković     | Croația                    | x     | 57,74 | 60,59 | 60,59                    |       |
| 24  | B     | Victor Hogan        | Africa de Sud              | 60,51 | x     | 59,83 | 60,51                    |       |
| 25  | A     | Chad Wright         | Jamaica                    | 59,14 | x     | 60,31 | 60,31                    |       |
| 26  | B     | Mauricio Ortega     | Columbia                   | 59,47 | x     | 59,91 | 59,91                    |       |
| 27  | A     | Werner Visser       | Africa de Sud              | 58,44 | x     | x     | 58,44                    |       |
| 28  | B     | Brian Williams      | Statele Unite ale Americii | x     | 56,40 | 58,25 | 58,25                    |       |
| 29  | A     | Torben Brandt       | Germania                   | 54,11 | 53,42 | x     | 54,11                    |       |
|     | B     | Lucas Nervi         | Chile                      | x     | x     | x     | FM                       |       |

### Finala
| Loc | Nume                | Țară                       | Rundă | Rundă | Rundă | Rundă | Rundă | Rundă | Cea mai bună performanță | Note |
| Loc | Nume                | Țară                       | 1     | 2     | 3     | 4     | 5     | 6     | Cea mai bună performanță | Note |
| --- | ------------------- | -------------------------- | ----- | ----- | ----- | ----- | ----- | ----- | ------------------------ | ---- |
| 1   | Kristjan Čeh        | Slovenia                   | 65,27 | 69,02 | 71,13 | 68,95 | 70,51 | 67,57 | 71,13                    | RCo  |
| 2   | Mykolas Alekna      | Lituania                   | 66,64 | 67,87 | 67,28 | 69,27 | x     | x     | 69,27                    |      |
| 3   | Andrius Gudžius     | Lituania                   | 67,31 | 66,06 | x     | 67,55 | x     | x     | 67,55                    |      |
| 4   | Daniel Ståhl        | Suedia                     | 66,59 | 65,99 | x     | 65,39 | 67,10 | 66,86 | 67,10                    |      |
| 5   | Simon Pettersson    | Suedia                     | x     | 67,00 | x     | x     | x     | x     | 67,00                    |      |
| 6   | Matthew Denny       | Australia                  | 61,55 | 65,50 | 66,29 | 65,56 | 65,49 | 66,47 | 66,47                    |      |
| 7   | Alin Firfirică      | România                    | 65,10 | 63,80 | 62,58 | x     | x     | 65,57 | 65,57                    | SB   |
| 8   | Alex Rose           | Samoa                      | 65.57 | 64,17 | 63,41 | 62,78 | x     | 61,16 | 65,57                    |      |
| 9   | Fedrick Dacres      | Jamaica                    | 64,85 | 63,25 | 64,79 |       |       |       | 64,85                    |      |
| 10  | Lukas Weißhaidinger | Austria                    | 61,72 | 63,98 | 62,45 |       |       |       | 63,98                    |      |
| 11  | Sam Mattis          | Statele Unite ale Americii | 60,89 | 63,19 | 62,82 |       |       |       | 63,19                    |      |
| 12  | Traves Smikle       | Jamaica                    | x     | 62,23 | x     |       |       |       | 62,23                    |      |